# Западносибирска низија
Западносибирска низија (рус. Западно-Сибирская низменность) је велика равница у западном делу Сибира у Русији, између планине Урал на западу и реке Јенисеј на истоку, и планина Алтај на југоистоку. Велики део равнице је слабо исушен и састоји се од неких од највећих светских мочвара и поплавних равница. Важни градови су Чељабинск, Новосибирск, Омск и Томск, као и Сургут и Нижњевартовск.
Зиме на Западносибирској равници су оштре и дуге. Клима већине равничарских подручја је субарктичка или континентална. Равница је имала велике резерве нафте и природног гаса. Већина руске производње нафте и гаса извучена је из ове области током 1970-их и 80-их.

## Географија
Западносибиска низија се простире између планине Урал на западу и Средњосибирске висоравни на истоку. На северу равница преко полуострва Јамал излази на Карско море (Северни ледени океан). Не постоји природна граница између Западносибирске и Северносибирске равнице на коју се наслања полуострво Тајмир. На југоистоку се налазе Сајанске и Бајкалске планине, док је на југозападу Казахска висораван.
Западносибирска низија је једна од великих руских области и описана је као највећа непрекидна низија на свету – више од 50 процената је мање од 100 m (330 ft) изнад нивоа мора— – и покрива површину од око 2,6– 2,7 милиона квадратних километара (10 милиона квадратних миља) што је око једне трећине Сибира. Она се протеже се од севера ка југу на 2.500 kilometres (1.600 miles), достижући максималну ширину од 1.500 kilometres (930 miles) у свом јужном делу, од Арктичког океана до подножја планина Алтај, и од истока према западу на 1,900 km (1,181 mi) од Урала до реке Јенисеј. Поред Јенисеја, друге главне реке у Западносибирској низији су од запада ка истоку Иртиш, Об, Надим, Пур и Таз. Постоји много језера и мочвара, а велики предели равница су поплављени у пролеће.
Дуга река Јенисеј тече широко од југа ка северу, на удаљености од 3,530 km (2,193 mi) до Арктичког океана, где испушта више од 20 милиона литара (5 милиона галона) воде у секунди на своја ушћа. Заједно са притоком Ангаром, две реке протичу дуж 5,530 km (3,436 mi). Долина коју формира Јенисеј делује као груба линија раздвајања између Западносибирске равнице и Средњесибирске висоравни. Сибирске увале су ниско брдско подручје које се простире од истока ка западу преко равнице. Глацијалне наслаге се простиру све до ушћа Об-Иртиш, формирајући повремено ниска брда и гребене, укључујући Обску висораван на југу, али је иначе равница изузетно равна и без особености. Ишимска равница и Барабаска низија на југу су важне пољопривредне области. Постоје слана језера у равници Кулунда, која се протеже ка југу до Казахстана, а на југу је ограничена брдима Кокшетау.
Западносибирска равница је веома мочварна и земљишта су углавном тресетни хистосол и, у северном делу без дрвећа, хистел. То је једна од највећих светских подручја тресетишта, која се одликују уздигнутим мочварама. Мочвара Васјуган, једна од највећих појединачних мочвара на свету, покрива око 51,600 km2 (0 sq mi). Бројна су језера у огромним међуречним мочварама поплавне равнице Об-Таз.

### Флора и фауна
Равница има осам различитих вегетационих региона: тундра, шумска тундра, северна тајга, средња тајга, јужна тајга, подтајга шума, шумска степа и степа. Број животињских врста у западносибирској равници креће се од најмање 107 у тундри до 278 или више у шумско-степском региону. На југу равнице, где је пермафрост углавном одсутан, богати травњаци који су продужетак казахстанске степе формирали су првобитну вегетацију, која је скоро сва била очишћена до почетка 21. века.

### Природне одлике
Мочварно подручје на југу Западносибирске равнице се идући ка северу претвара у подручје бореалске четинарске шуме умерених предела, затим у тајгу, шумовиту тундру и тундру. У северним деловима равнице услед пермафроста и малог садржаја воде у тлу није могућ раст већих биљака, попут дрвећа, већ ту расту маховине, грмови и папрати.

### Димензије
Површина Западносибирске низије износи око 3.000.000 км². По томе је око 34 пута већа од Србије и представља највећу равницу на свету. Више од 50% равнице се налази на надморској висини испод 100 метара, а највиша висина је 250 метара. Од севера на југ простире се дужином од 2400 километара, а од истока на запад 1900 километара.

### Највеће реке
- Иртиш
- Јенисеј
- Об

## Геологија
Западносибирска низија се састоји углавном од кенозојских alluvial deposits|алувијалних наслага и изузетно је равна. Подизање нивоа мора од педесет метара довело би до плављења читавог копна између Арктичког океана и ушћа Об-Иртиш у близини Ханти-Мансијска (видети такође Тургајски мореуз, Западносибирско глацијално језеро). То је део Земљине коре који је претрпео дуже слегање и састоји се од хоризонталних наслага од пре чак 65 милиона година. Многе од наслага на овој равници су резултат ледених брана које су преокренуле ток река Об и Јенисеј, преусмеравајући их у Каспијско море, а можда и у Аралско море.

## Градови
Велики градови се налазе углавном у јужном делу низије или на њеним ивицама. 
- Барнаул
- Јекатеринбург (бивши Свердловск)
- Курган
- Нижњевартовск
- Норилск
- Новосибирск
- Омск
- Павлодар
- Серов
- Сургут
- Тјумењ
- Томск
- Ханти-Мансијск
- Чељабинск